# Гестдорп
Гестдорп (нід. Geestdorp) — селище в нідерландській провінції Утрехт. Входить до муніципалітету Вурден.
Його площа становить 1,51 км², а населення станом на 2021 рік складало 195 осіб.
Перша згадка про населений пункт датується 1272 роком.

## Галерея

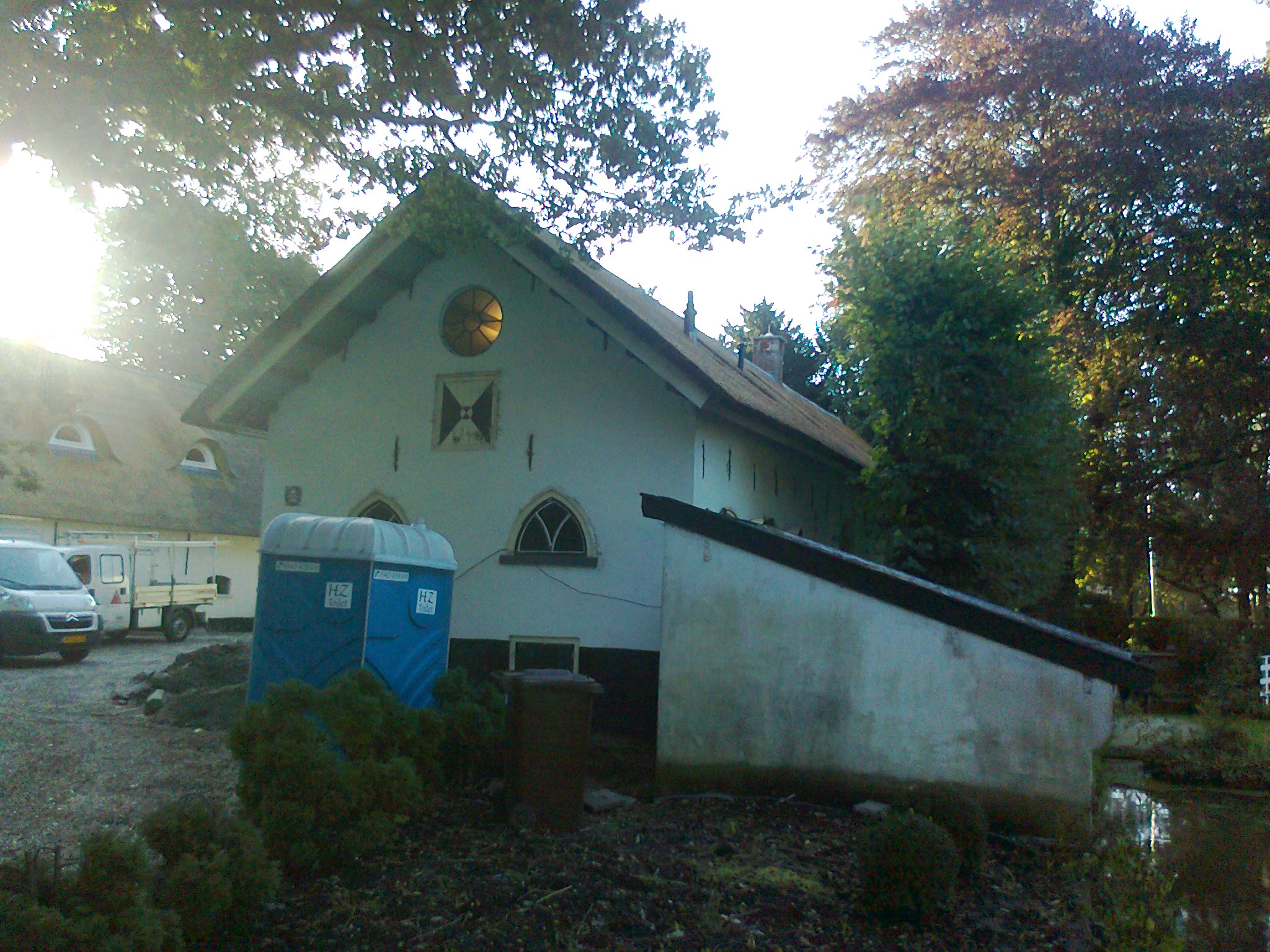
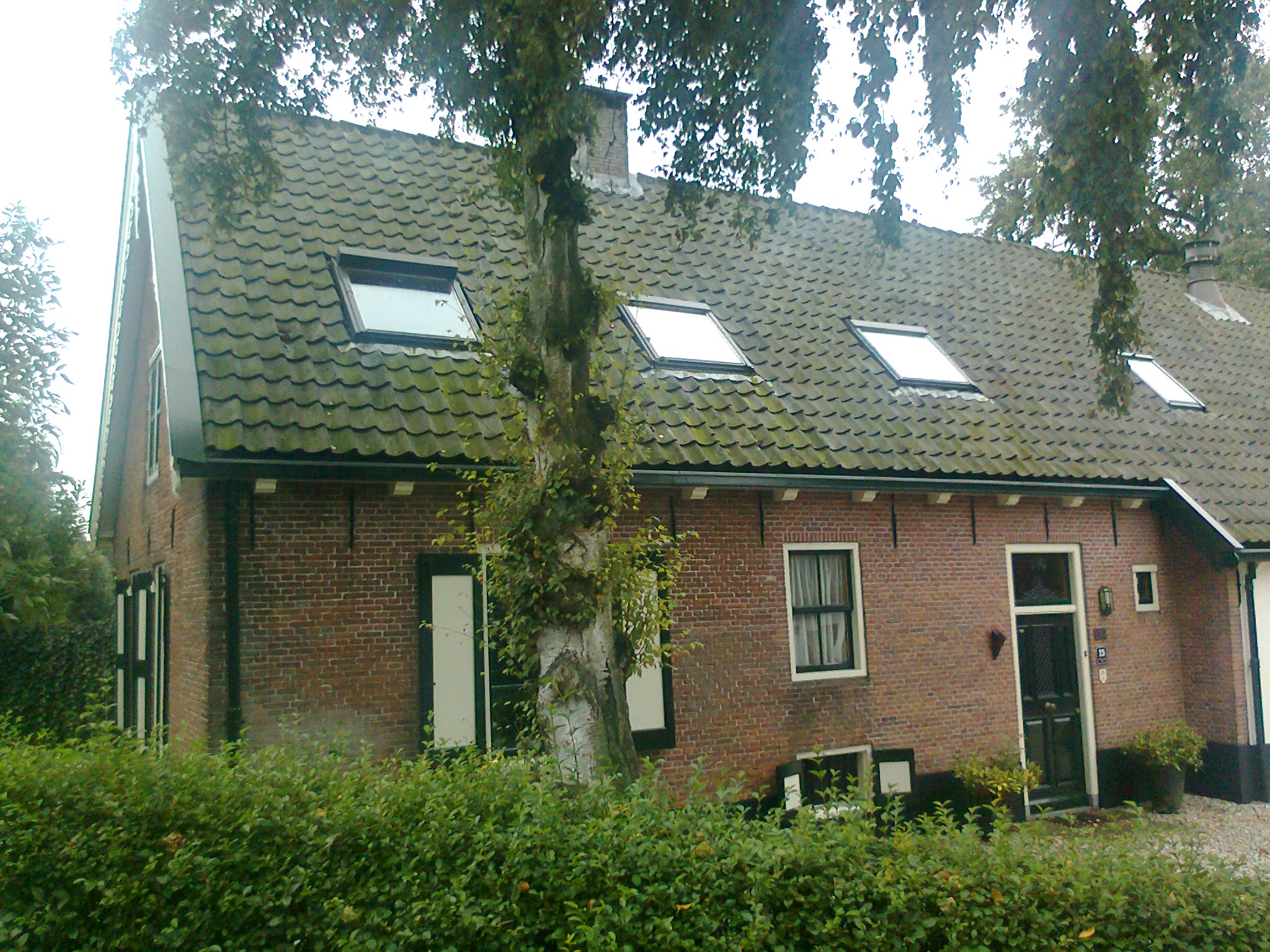
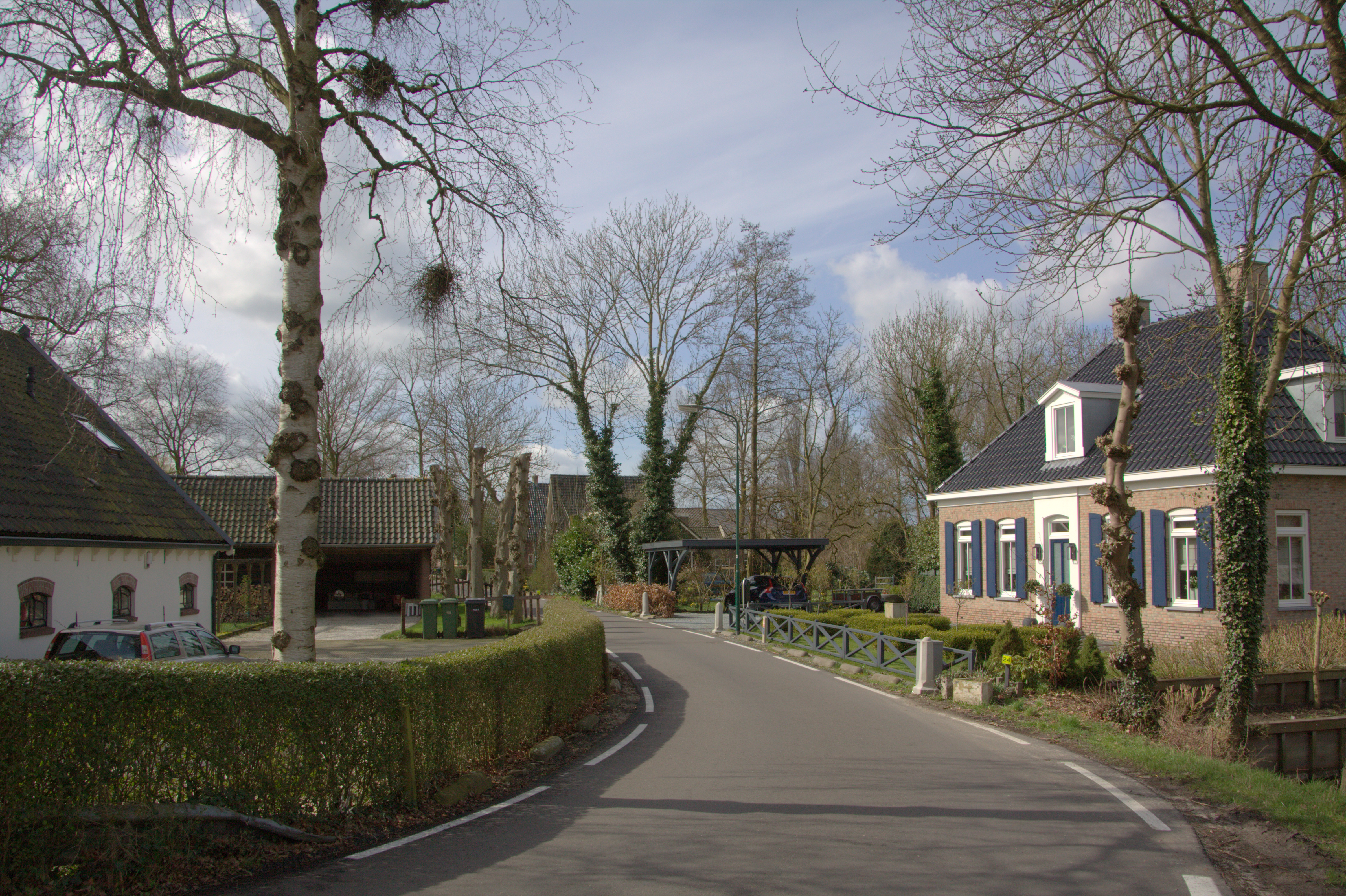